# Heinrich Eisenbarth
Heinrich Eisenbarth (* 7. Juli 1884 in Koblenz; † 1. August 1950 in Hamburg) war ein Hamburger Bürgerschaftsabgeordneter und Senator (SPD).
Eisenbarth verbrachte seine Schul- und Lehrzeit in Koblenz. In den folgenden Jahren arbeitete er als Tischler und ließ sich in Hamburg nieder. 1903 wurde er Gewerkschaftsmitglied und 1908 trat er der SPD bei. Er wurde dann Bibliothekar der Gewerkschaftsbibliothek in Hamburg und war in der Sozialistischen Arbeiterjugend aktiv. Von 1915 bis 1918 nahm Eisenbarth am Ersten Weltkrieg teil.
Nach dem Krieg wurde Eisenbarth 1919 in die Hamburger Bürgerschaft gewählt, der er bis 1933 und später noch einmal von 1946 bis 1950 angehörte. 1919 wurde Eisenbarth zum Leiter des Landesarbeitsamtes Hamburg ernannt. Diesen Posten hatte er inne, bis er zum Senator gewählt wurde. Im Hamburger Senat war er von 1925 bis 1933 für die Jugendbehörde und von 1928 bis 1933 für die Gesundheitsbehörde zuständig. In den 1920er Jahren war Eisenbarth stellvertretender Landesvorsitzender der Hamburger SPD. Er gehörte dem Klub vom 3. Oktober an, in dem sich jüngere Politiker von SPD und DDP regelmäßig trafen.
Am 2. März 1933 forderte Reichsinnenminister Wilhelm Frick (NSDAP) vom Hamburger Senat das Verbot der sozialdemokratisch ausgerichteten Zeitung Hamburger Echo. Am folgenden Tag traten alle Senatoren der SPD zurück, da sie dem Verbot nicht zustimmen wollten und sie keinen Anlass zu einem Eingriff in die Hamburger Unabhängigkeit bieten wollten. Am 8. März 1933 wurde ein neuer von den Nationalsozialisten beherrschter Senat gebildet und Eisenbarth wurde während des März 1933 und im Rahmen der Hamburger Echo-Versammlung  in Schutzhaft genommen. Er war von August 1944 bis Mai 1945 im Zuge der Aktion Gewitter erneut in Haft.
Ab 15. Mai 1945 war Eisenbarth wieder Senator und zusammen mit Friedrich Dettmann für die Gesundheitsverwaltung und das Landesjugendamt im von den britischen Besatzungsbehörden ernannten Hamburger Senat unter Leitung von Rudolf Petersen zuständig, und zwar ab 9. November 1945 nur noch für das Landesjugendamt. In dem am 15. November 1946 gewählten neuen Hamburger Senat unter Max Brauer war Eisenbarth Senator für die Sozialbehörde. Dieses Amt hatte er bis zu seinem Tode inne.